# Barberapitec
El barberapitec (Barberapithecus huerzeleri) és una espècie de primat pliopitècid que visqué durant el Miocè en allò que avui en dia és Catalunya. És l'única espècie del gènere Barberapithecus. Fou descrit a partir de divuit dents fòssils pertanyents a tres individus diferents, trobades a Barberà del Vallès (Vallès Occidental). El nom específic del barberapitec és un homenatge al paleontòleg Johannes Hürzeler, col·laborador de Miquel Crusafont.